# Шепетівка (табір)
Шепеті́вка — табір попереднього утримання НКВС СРСР, що існував в містечку Шепетівка протягом 1939—1940 років. Створений для утримання полонених польських вояків але використовувався також для тримання цивільних осіб, в тому числі жінок і дітей. В таборі, розташованому у вивільнених військових казармах, в нелюдських умовах утримувалися близько 12 тисяч осіб.

## Інтернет-ресурси
- OBÓZ JENIECKI W SZEPETÓWCE (пол.)

| Шепетівка | Це незавершена стаття про Шепетівку. Ви можете допомогти проєкту, виправивши або дописавши її. |